# Туркус, Михаил Александрович
Михаил Александрович Ту́ркус (18 (30) октября 1896, с. Некоуз — 8 марта 1991, Москва) — советский архитектор, педагог, авангардист, член ВХУТЕМАС. Продолжатель школы Н. А. Ладовского.

## Биография
Родился 30 октября 1896 года в селе Некоуз Моложского уезда Ярославской губернии в семье провизора. В 1918 году поступил во Вторые Государственные свободных художественных мастерские, обучался в мастерской А. В. Щусева. Учился на архитектурном факультете ВХУТЕМАС (1920—1926) у Н. А. Ладовского, привлёкшего его авангардной концепцией формообразования — архитектурным рационализмом. Окончил ВХУТЕМАС в 1926 году со званием архитектора-художника.
С 1923 по 1931 год входил в группу архитекторов-рационалистов — Ассоциацию новых архитекторов (АСНОВА). С 1932 году вступил в Союз архитекторов СССР.
С 1923 года преподавал во ВХУТЕМАСе, позднее — в Московском архитектурном институте (МАрхИ). Параллельно в 1937—1940 годах вёл курс архитектуры на «Факультете особого назначения», а в 1938—1940 годах — в Московском институте кинематографии. С 1935 года — доцент МАрхИ по кафедре «Архитектурная композиция», с 1955 года — исполняющий обязанности профессора.
Занимался научно-исследовательской и экспериментальной работой в области теории композиции в архитектуре. В соавторстве с В. Ф. Кринским и И. В. Ламцовым написал несколько учебников для архитектурных вузов.
Умер в Москве 8 марта 1991 года. Похоронен на Востряковском кладбище.

## Основные работы
- Конкурсный проект Международного Красного стадиона на Воробьевых горах в Москве (совместно с М. П. Коржевым , И. В. Ламцовым, В. Н. Симбирцевым, А. Е. Аркиным, Г. Т. Крутиковым и другими), 1924 год.
- Проект памятника Ленину в Москве (совместно В. С. Балихиным, Г. Т. Крутиковым, В. А. Лавровым, В. C. Поповым, Н. Травиным), 1924
- Кооперативный дом для работников ВХУТЕМАС и ЦЕКУБУ, 1-й Зачатьевский переулок, 13. Совместно с А. Самойловым, М. Коржевым, В. Петровым.[4].  7730117000, 1926-28 гг.
- Гостиница для Узбекского представительства в Серебряном Бору в Москве[2].
- Конкурсный проект Белорусской академии наук (премия, 1928)[2].
- Проект Дворца Советов (совместно с В. С. Балихиным, П. В. Будо, М. И. Прохоровой, Р. Р. Иодко, Ф. Т. Севортян; 1931)
- Монумент «Труд и оборона» (совместно со скульпторами М. Ф. Листопадом, С. Н. Поповым и А. И. Тенетой[2]; 1934).

## Семья
- Сын — Туркус, Алексей Михайлович, мультипликатор. Снял фильм «Заснеженный всадник», посвящённый отцу и получивший множество наград.[5]
- Дядя — Бомаш, Меер Хаимович, российский врач, депутат Государственной думы Российской империи IV созыва.
- Двоюродный брат — Брауде, Анатолий Абрамович, инженер-конструктор космической и ракетной техники, лауреат Ленинской премии.

## Ученики
- Кудряшёв, Константин Владимирович
- Марковский, Михаил Фёдорович